# Catoblepia
Genre
Catoblepia est un genre de lépidoptères (papillons) de la famille des Nymphalidae, de la sous-famille des Morphinae, de la tribu des Brassolini.

## Historique et  dénomination
- Le genre Catoblepia a été décrit par le naturaliste allemand Hans Ferdinand Emil Julius Stichel en 1902[1].
- L'espèce type pour le genre est Catoblepia xanthus (Linnaeus, 1758).

## Taxinomie
Liste des groupes et espèces
Groupe du generosa
- Catoblepia berecynthia (Cramer, [1777]); présent au Venezuela, en Colombie, en Bolivie, en Équateur, au Pérou, au Brésil, au Surinam, en Guyana et en Guyane.
- Catoblepia generosa (Stichel, 1902); présent en Équateur

Groupe du xanthus
- Catoblepia amphirhoe (Hübner, [1825]); présent au Brésil
- Catoblepia versitincta (Stichel, 1901); présent  au Brésil, au Surinam et en Guyane.
- Catoblepia xanthicles (Godman & Salvin, [1881]); présent au Costa Rica, à Panama, en Colombie, en Bolivie, en Équateur, au Pérou, au Brésil et en Guyane.
- Catoblepia xanthus (Linnaeus, 1758); présent en Équateur, au Pérou, au Surinam, en Guyana et en Guyane[2].

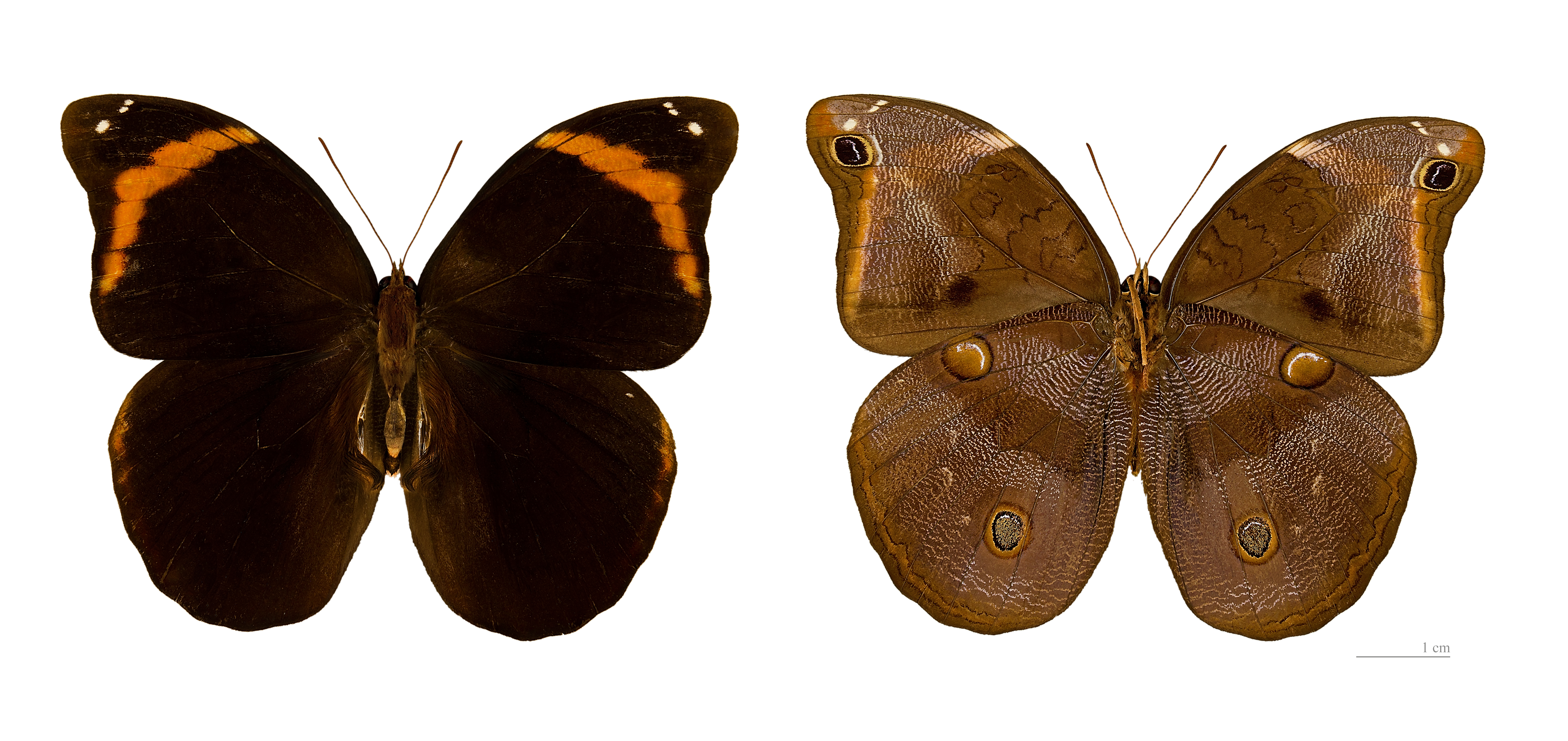
Catoblepia xanthus - MHNT

Groupe non nommé
- Catoblepia orgetorix (Hewitson, 1870); présent au Costa Rica, à Panama, au Nicaragua, en Colombie et en Équateur.
- Catoblepia soranus (Westwood, 1851); présent au Brésil et en Équateur.

## Localisation
Ils résident en Amérique du Sud.

## Plantes hôtes
Les plantes hôtes de leurs chenilles sont des Banana.